# Clementia van Zähringen

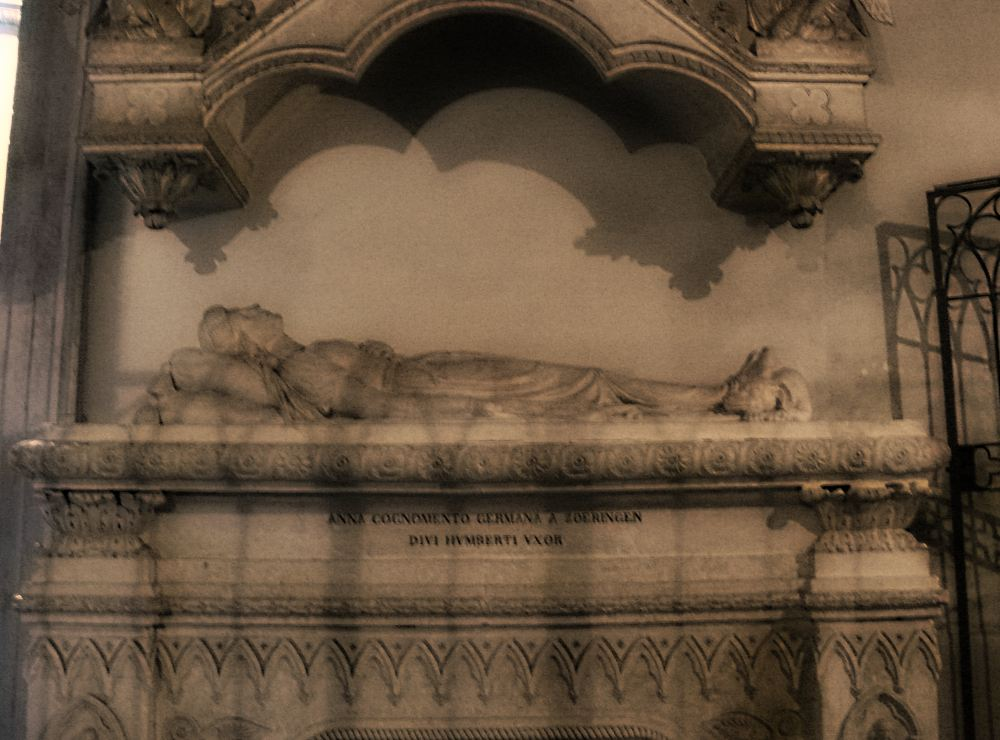

Clementia van Zähringen (? — circa 1173/75) was de dochter van Koenraad I van Zähringen en Clementia van Luxemburg-Namen. Ze was van 1147 tot 1162 echtgenote van Hendrik de Leeuw.
Het huwelijk van Clementia met Hendrik van het adelsgeslacht Welfen was een politieke zet van de Zähringer tegen het adelsgeslacht Hohenstaufen. Het huwelijk diende de machtsbasis van het geslacht Zähringen te consolideren. Keizer Frederik I Barbarossa bestreed dit huwelijk met als argument de te nauwe verwantschap tussen de twee en bereikte dat het huwelijk werd ontbonden in 1162. Tegen deze tijd waren echter al drie kinderen geboren. 
In een tweede huwelijk trouwde Clementia met graaf Humbert III van Savoye.

## Huwelijken en kinderen
Clementia was gehuwd:
- In 1147 met hertog Hendrik de Leeuw van Beieren (1129-1196), zoon van Hendrik de Trotse
  - Gertrude van Beieren (1155-1196), die in 1166 huwde met hertog Frederik IV van Zwaben (-1167) en in 1177 met koning Knoet VI van Denemarken (1162-1202)
  - Richenza (-1167)
  - Hendrik
- In 1164 met graaf Humbert III van Savoye
  - Sofia (1165-1202), huwde met markies Azzo VI van Este
  - Alix (1166-1178), verloofd met Jan zonder Land